# Wickelkleid

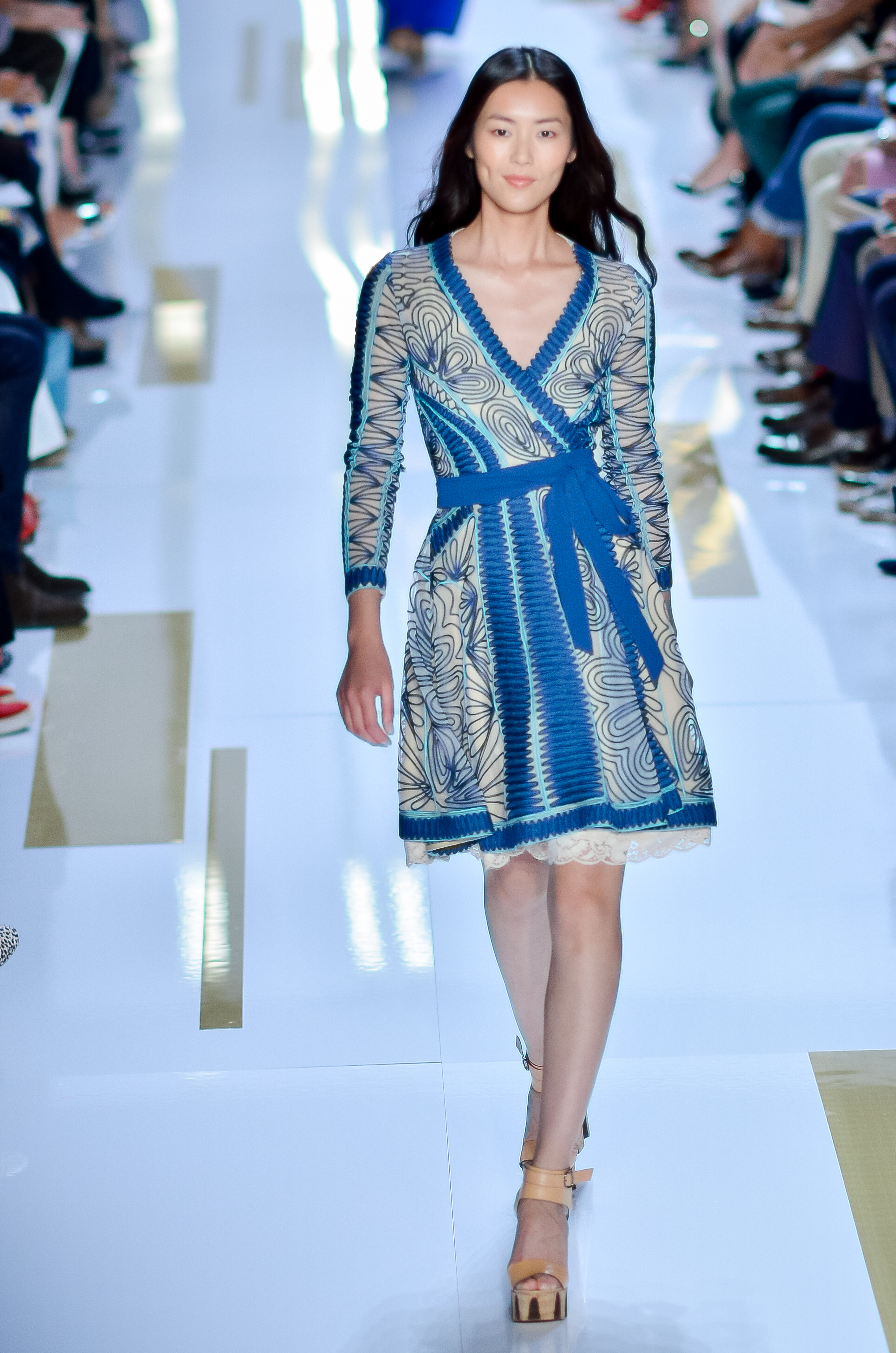
Wickelkleid von Diane von Fürstenberg, Frühling/Sommer 2014, vorgeführt von Liu Wen

Ein Wickelkleid ist ein Kleid, bei dem die beiden Hälften des offenen Vorderteils zum Verschließen übereinandergeschlagen werden, sodass ein V-förmiger Ausschnitt entsteht.

## Entwurf
In seiner klassischen Form hat das Wickelkleid ähnlich einem Kimono weder Knopf noch Reißverschluss. Wie bei Damenbekleidung üblich, wird das rechte Vorderteil über dem linken getragen. Die beiden Hälften werden übereinandergelegt und durch einen Gürtel oder mit Bändern gehalten, die seitlich befestigt oder um die Taille geschlungen werden. Der Effekt ist ein V-förmiger Ausschnitt und eine figurbetonte Silhouette. Mitunter werden Wickelkleider jedoch auch mit einem oder mehreren Knöpfen geschlossen. Mit leichten und fließenden Stoffen kann es in Lagen gewickelt und doppelt gelegt werden, ohne dabei aufzutragen.
Ein „unechtes Wickelkleid“ ähnelt diesem Entwurf, ist aber vorn bereits verschlossen und wird über den Kopf gestreift. Der Rock eines Wickelkleides ist manchmal auch durchgeknöpft, um ein Aufspringen beim Gehen zu verhindern. Ein Wickeltop ist ein Oberteil, das auf die gleiche Weise wie ein Wickelkleid geschnitten und aufgebaut ist.

## Geschichte
Wickelgewänder, bei denen flächig geschnittene oder fertig gewebte Stoffstücke um den Körper gewickelt wurden, sind mit dem Himation, der Palla und der Toga seit der Antike bekannt. Auch der Sari, der Kimono und das polynesische Nationalgewand Pareu lassen sich dazuzählen.
Zu Beginn des 20. Jahrhunderts kamen im Zuge der Reformkleidung und der Goldenen Zwanziger losere Schnitte für Damenkleider in Mode. Die zunehmende Verbreitung von Prêt-à-porter- und Konfektionsmode machten zudem Schnitte notwendig, die sich einfacher an verschiedene Körperformen anpassen ließen. Ein erstes Kleid ohne Knopf und Reißverschluss, das zum Verschließen gewickelt wurde, entwarf 1930 Elsa Schiaparelli – allerdings lediglich als Freizeitkleid für den Strand. Das Kleid aus Tussore-Seide bestand aus zwei Stoffhälften, von denen jede ein Armloch hatte. Die Bahnen wurden um den Körper geschlungen, die rechte über die linke, und beidseitig in der Taille zusammengebunden. Es passte sich jeder weiblichen Körperform an und konnte so leicht an- und ausgezogen werden wie eine Schürze. Bei den Käuferinnen war es so beliebt, dass Textilhersteller die Idee für die Straßenbekleidung kopierten.
Ebenfalls in den 1930er Jahren experimentierten amerikanische Designerinnen wie Claire McCardell und Elizabeth Hawes, inspiriert von Madeleine Vionnets und Madame Grès’ Kleiderentwürfen im nachgestalteten Stil der Antike (etwa für die Vogue 1931), mit neuen Möglichkeiten des Wickelns, Bindens und Drapierens. 1932 präsentierte Hawes in ihrer Prêt-à-porter-Kollektion das „Wearwithall“, eine Wickeljacke aus Samt, die sowohl privat zu Hause wie auch öffentlich tagsüber und abends getragen werden konnte. Ab 1933 begann McCardell kostengünstige Wickelkleider zu entwickeln, die robust genug für die Hausarbeit, aber auch angemessen modisch für die Straße sein sollten. Daraus entstand 1938 das erfolgreiche „Popover“-Kleid, ein weites gewickeltes Kleid aus grauem Denim. Weil es als Arbeitsbekleidung klassifiziert wurde, konnte es preisgünstig angeboten werden und verkaufte sich tausendfach. Louise Dahl-Wolfe fotografierte ein Modell des „Popover“-Kleids von 1942 mit einer aufgenähten großen Tasche und einem angehängten Backofenhandschuh.
Häufig wird die Erfindung des Wickelkleides jedoch Diane von Fürstenberg zugeschrieben, die 1972 den Prototyp entwarf, der 1974 produziert wurde. Die Kombination von Wickelbluse und Rock wurde schon zuvor getragen. Von Fürstenberg hatte die Idee, beides zu einem einteiligen Kleid zusammenzuführen. Es sollte einfach und zugleich elegant sein. Richard Martin, ehemals Kurator am Kostüminstitut des Metropolitan Museum of Art, merkte dazu an, dieses Designprinzip sei „tief in der Tradition amerikanischer Sportswear verwurzelt“ gewesen. Von Fürstenberg habe es in Material und Farbigkeit in den Stil der 1970er Jahre übersetzt. Ihr grün-weiß gepunktetes Wickelkleid aus seidigem Baumwoll/Viskose-Gemisch von 1975 ist wie das Strandkleid von Elsa Schiaparelli und das Popover-Kleid von Claire McCardell Teil der Sammlung des Metropolitan Museum of Art in New York. Der Entwurf von Diane von Fürstenberg unterscheidet sich von früheren Wickelkleidern durch die Verwendung von elastischem Stoff mit Synthetikgewebe, der nicht knittert und wenig wiegt. Ihre Interpretation aus Jersey, der sich dem Körper anschmiegt, stets knielang und langärmelig, meist in hellen Farben gemustert, war so populär und unverwechselbar, dass der Stil mit ihr verbunden wurde. Sie sagte, dass ihre Scheidung sie zu dem Design inspiriert habe, und gab zu verstehen, dass die Idee dabei die war, Frauen den Genuss sexueller Freiheit zu ermöglichen.
Den Höhepunkt seiner Beliebtheit erreichte das Wickelkleid Mitte bis Ende der 1970er Jahre. Es galt als Symbol eines neuen Frauenbildes, als der „textile Inbegriff der Selbstbestimmung“. In den USA wurde es millionenfach verkauft. In den späten 1990er Jahren begann es erneut an Popularität zu gewinnen, insbesondere als von Fürstenberg ihr Wickelkleid 1997 wieder einführte. Bis in die 2010er Jahre galt es als beliebtes Kleidungsstück, das stilprägend war wie das Kleine Schwarze von Coco Chanel und der Smoking für Frauen von Yves Saint Laurent (Le Smoking).
Bekannte Trägerinnen eines Wickelkleides waren zum Beispiel Michelle Obama, Gloria Steinem und Kate Middleton sowie die Schauspielerinnen Anne Hathaway und Sarah Jessica Parker.

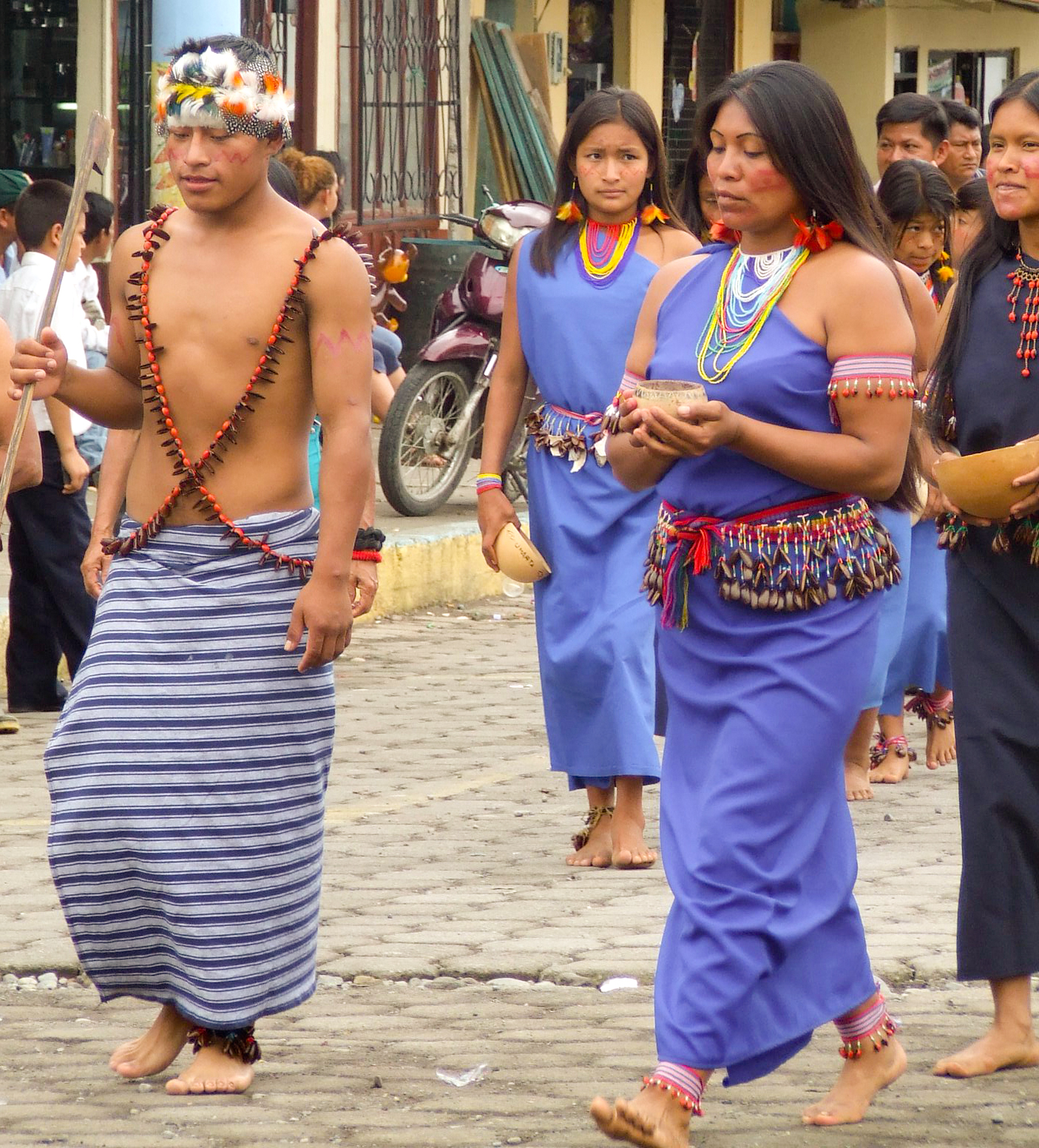
Frauen der Shuar in traditionellen gewickelten Gewändern
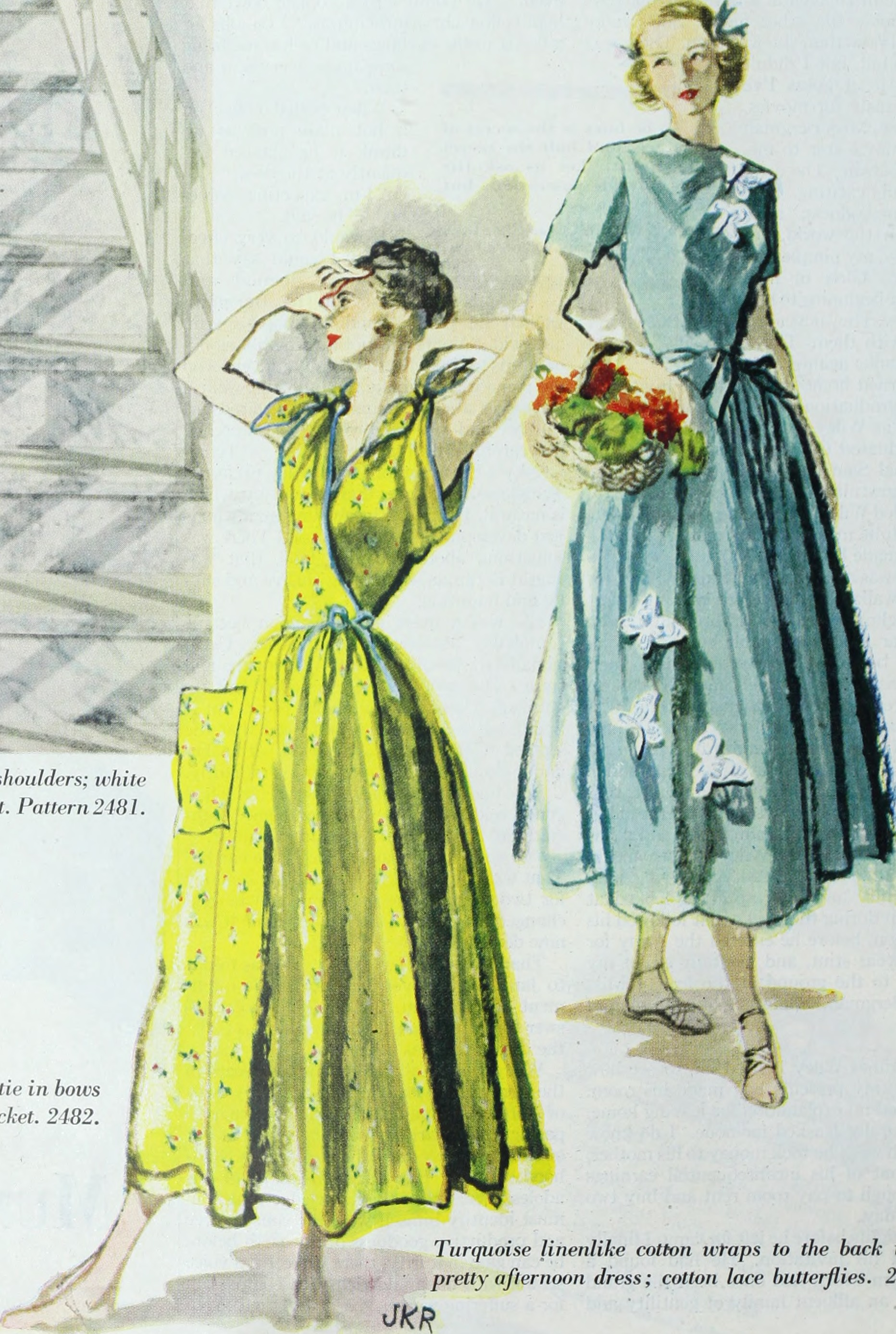
Modezeichnung eines Wickelkleides (vorn) im The Ladies' Home Journal, 1948
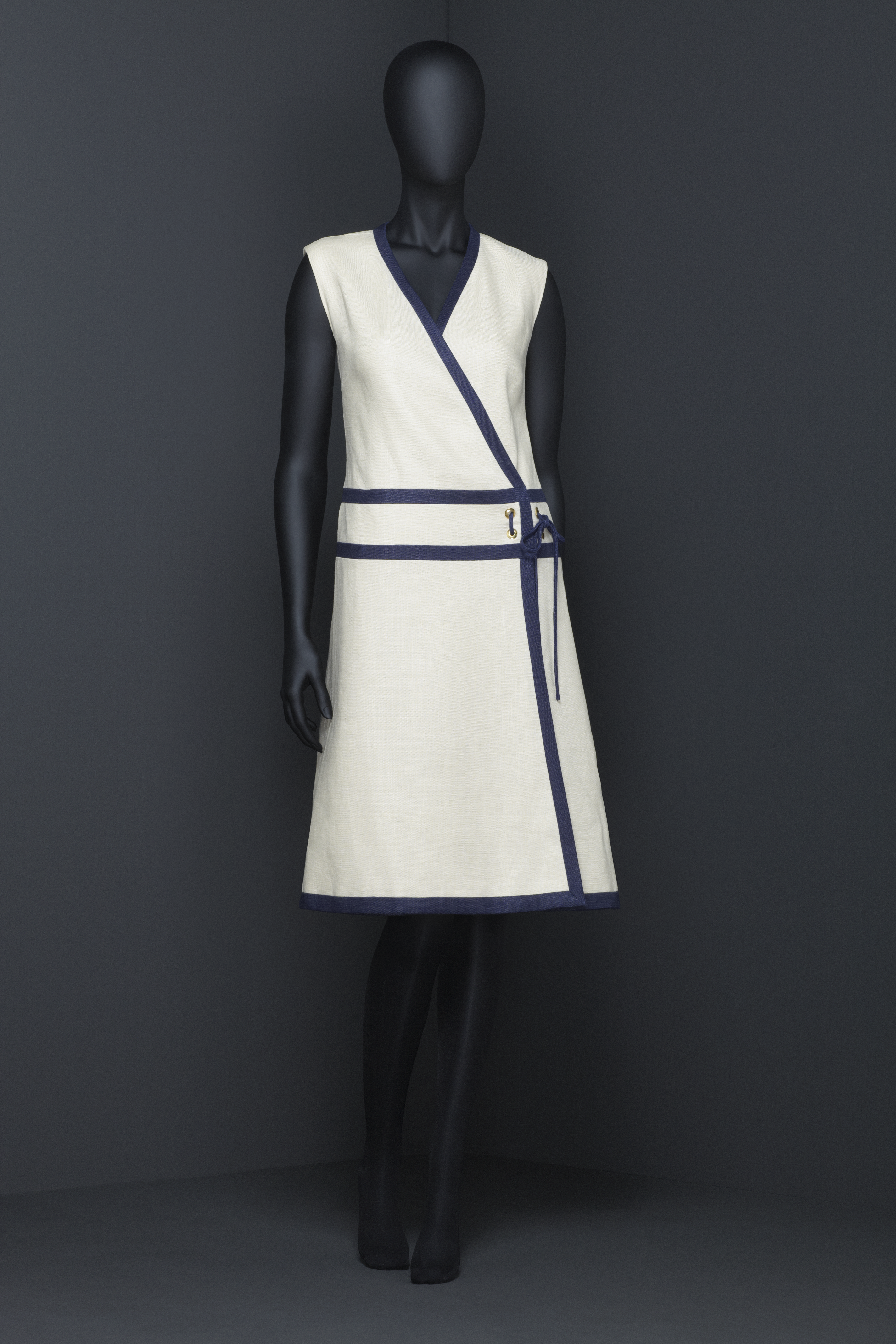
Wickelkleid aus Leinen, 1960 (unbekannter Designer)
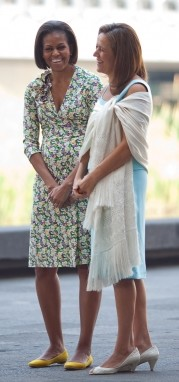
Michelle Obama (links) in einem Wickelkleid, 2010